# Empire Riverside Hotel
Koordinaten: 53° 32′ 50,3″ N, 9° 57′ 48″ O
Das Empire Riverside Hotel gehört zu den größten und höchsten Hotels in Hamburg. Zusammen mit dem Neuen Astra-Turm und dem Atlantic-Haus bildet es eine kleine Skyline auf St. Pauli.

## Geographie
Das Hotel liegt im südlichen Bereich des Stadtteils St. Pauli, zwischen Reeperbahn und Elbe, unweit von Davidwache und Herbertstraße. Sein Standort bietet einen Blick auf Hamburgs Hauptkirchen, Museumsschiff Rickmer Rickmers, St. Pauli-Landungsbrücken, Musicaltheater Der König der Löwen, Hamburger Hafen, Köhlbrandbrücke, Trockendock Elbe 17 und Airbus-Werk Finkenwerder.

## Geschichte und Bau
Das Hotel steht auf dem historischen Grund des alten Bavaria-Geländes. Die Stadt Hamburg verpachtete das Areal südlich der Reeperbahn auf St. Pauli 1863 an die Bavaria-St.Pauli-Brauerei. Nach 140 Jahren Braugeschichte wurde das Werk 2003 geschlossen und abgerissen. Bereits 2001 hatte eine Investorengruppe um den Immobilienbesitzer Willi Bartels das Grundstück erworben. Seit dem Abriss entstanden dort zahlreiche Wohn- und Geschäftshäuser im Gesamtvolumen von 350 Millionen Euro. Dieses Ensemble wird auch Hafenkrone genannt, weil es – von der Elbe aus betrachtet – drei hohe Gebäude aufweist, die aussehen wie eine dreizackige Krone. Das Hotel steht für deren linke Zacke.
Die Grundsteinlegung fand am 22. November 2005 statt; das Richtfest erfolgte am 17. April 2007. Das Hotel wurde nach zweijähriger Bauzeit am 1. November 2007 eröffnet. Die Baukosten betrugen knapp 67 Millionen Euro.

## Hotelgebäude

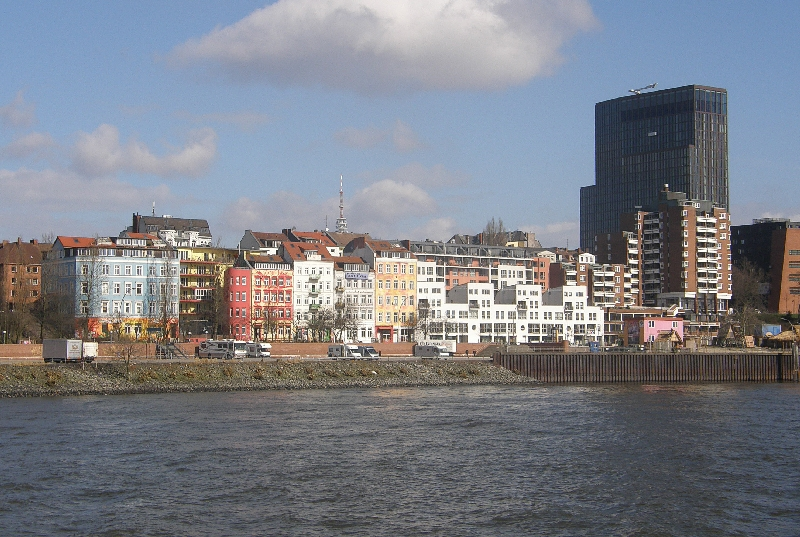
Das Hotel überragt die umgebenden Häuser deutlich

Sowohl die Fassade als auch das Interieur konzipierte der britische Architekt David Chipperfield. Die Lobby ist drei Stockwerke hoch. Zwischen dem 4. und 20. Obergeschoss finden sich neben den 327 Zimmern auch Veranstaltungsräume und Gastronomie. Das Hotel besteht aus einem niedrigeren Gebäudekomplex sowie aus einem 75 Meter hohen Turm. Die Fassade ist bronzeverkleidet. Die einzelnen Zimmer haben Panoramafenster, die von der Zimmerdecke bis zum Zimmerboden reichen. Insgesamt sind so 6.400 Quadratmeter Glas verbaut worden. Die Zimmer sind in vier Kategorien eingeteilt: 233 Riverside-Zimmer bieten den für dieses Hotel normalen Standard. Die 58 Deluxe-Zimmer sind umfangreicher ausgestattet und größer als die Standardzimmer. Die 24 Riverview-Zimmer haben zwei komplette verglaste Wandflächen und somit eine besondere Aussicht. Schließlich sind die zwölf Juniorsuiten noch einmal geräumiger als die Zimmer der anderen drei Kategorien. Das Hotel selbst liegt in der 4½-Sterne-Kategorie. Im 20. Stockwerk befindet sich eine gut besuchte Cocktailbar.
Die Architektur des Gebäudes erhielt den Architekturpreis 2008 des Bundes Deutscher Architekten und den European Award des Royal Institute of British Architects.

## Kritik
Standort und Bau des Hotels waren umstritten. Die Luxusherberge ist Teil und Symbol einer jahrelangen Gentrifizierung, der aus Sicht der Investoren den Stadtteil aufwertet, aus Sicht der Kritiker jedoch soziale Verdrängung verursacht. Bemängelt wird, dass durch den Neubau gehobener Wohn- und Geschäftsflächen umliegende Mieten steigen sowie gewachsene Strukturen und Charakter des Quartiers verloren gehen.